# فابريس نويل
فابريس نويل (بالفرنسية: Fabrice Noël)‏ (21 يوليو 1985 بغريسر في هايتي - ) هو لاعب كرة قدم هايتي في مركز الهجوم. شارك مع منتخب هايتي لكرة القدم. أما مع النوادي، فقد لعب مع كولورادو رابيدز ونادي تامبينس روفرز ونادي مجموعة شانغهاي الدولية للموانئ وPuerto Rico Islanders ‏ وسان أنتونيو سكوربيونز وArmed Forces F.C. ‏ وRacing CH ‏ وKuantan FA ‏.

## وصلات خارجية
- فابريس نويل على موقع الدوري الأمريكي (الإنجليزية)
- فابريس نويل على موقع قاعدة بيانات كرة القدم.إي يو (الإنجليزية)
- فابريس نويل على موقع ناشيونال فوتبول تيمز (الإنجليزية)